# 대만 카스텔라
대만 카스텔라는 대만의 길거리에서 볼수 있는 대만식 카스텔라이다.

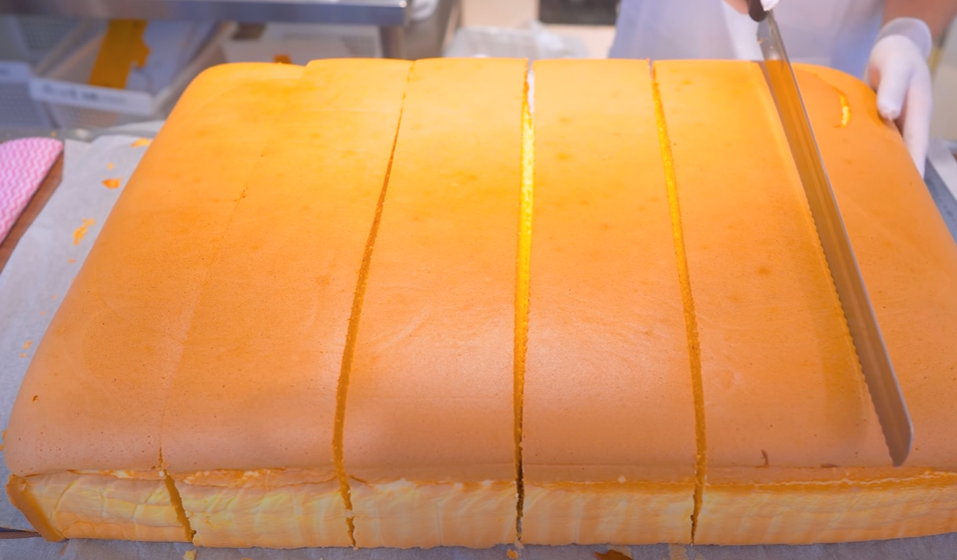
대만 카스텔라

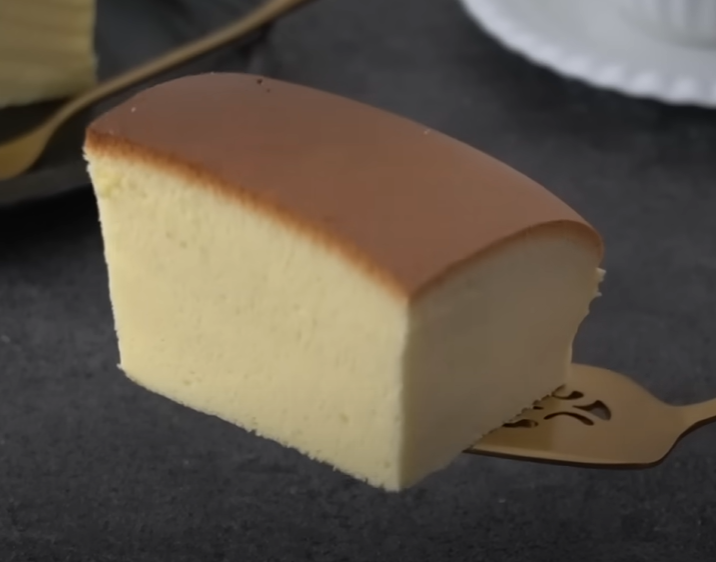
대만 카스텔라